# Kabinett Ishiba II
Das zweite Kabinett Ishiba (japanisch 第2次石破内閣 dai-ni-ji Ishiba naikaku) ist das 103. Kabinett von Japan, geführt wird es von Premierminister Shigeru Ishiba.
Die Regierungskoalition aus Liberaldemokratischer Partei (LDP) und Kōmeitō hatte bei der Abgeordnetenhauswahl 2024 ihre absolute Mehrheit verloren. Durch die implizite Unterstützung kleinerer Oppositionsparteien, die auch in der Stichwahl nicht für den Kandidaten der größten Oppositionspartei KDP stimmten, konnte Ishiba die Premierministerwahl am 11. November 2024 erneut für sich entscheiden. Demokratische Volkspartei und Nippon Ishin no Kai sind zu einer Sachkooperation in der Gesetzgebung von Fall zu Fall bereit. Das Kabinett wurde noch am gleichen Tag ernannt und ist personell bis auf drei Minister identisch zum Vorgängerkabinett. Nur zwei abgewählte Minister wurden ausgetauscht und Tetsuo Saitō wechselte nach der Abwahl von Keiichi Ishii aus dem Kabinett auf den Kōmeitō-Parteivorsitz.

## Minister
| Ministerressort | Weitere Aufgaben | Bild                               | Name                        | Parlamentsmandat    | Partei  |
| --- | --- | ---------------------------------- | --------------------------- | ------------------- | ------- |
| Premierminister | |                                    | Shigeru Ishiba              | Abg., Tottori 1     | LDP     |
| Allgemeine Angelegenheiten | |                                    | Seiichirō Murakami          | Abg, Vw. Shikoku    | LDP     |
| Justiz | |                                    | Keisuke Suzuki              | Abg., Vw. Süd-Kantō | LDP     |
| Auswärtige Angelegenheiten | |                                    | Takeshi Iwaya               | Abg., Ōita 3        | LDP     |
| Finanzminister Besondere Aufgaben: Finanzsektor | Bekämpfung der Deflation |                                    | Katsunobu Katō              | Abg., Okayama 3     | LDP     |
| Kultus und Wissenschaft | |                                    | Toshiko Abe                 | Abg., Vw. Kyūshū    | LDP     |
| Soziales und Arbeit | |                                    | Takamaro Fukuoka            | Senat, Saga         | LDP     |
| Landwirtschaft, Forsten und Fischerei | |                                    | Taku Etō (bis 21. Mai 2025) | Abg., Miyazaki 2    | LDP     |
| Landwirtschaft, Forsten und Fischerei | | Shinjirō Koizumi (ab 21. Mai 2025) | Abg., Kanagawa 11           | LDP                 |         |
| Wirtschaft und Industrie Besondere Aufgaben: die Organisation für Entschädigung bei nuklearen Schäden und Reaktorstilllegung                                                                  | Wirtschaftliche Schäden durch Atomkraft Förderung der GX (grünen Transformation) Wettbewerbsfähigkeit der Industrie |                                    | Yōji Mutō                   | Abg., Gifu 3        | LDP     |
| Land & Verkehr | „Maßnahmen zum Wasserkreislauf“ (mizu-junkan seisaku) Internationale Gartenbauausstellung [Yokohama 2027] |                                    | Hiromasa Nakano             | Abg., Hyōgo 8       | Kōmeitō |
| Umwelt Besondere Aufgaben: „Atomkraftkatastrophenschutz“ (genshiryoku bōsai) | |                                    | Keiichirō Asao              | Sen., Kanagawa      | LDP     |
| Verteidigung | |                                    | Gen Nakatani                | Abg., Kōchi 1       | LDP     |
| Leiter des Kabinettssekretariats | „Verringerung der Last der Stützpunkte in Okinawa“ „Entführungsproblem“ |                                    | Yoshimasa Hayashi           | Abg., Yamaguchi 3   | LDP     |
| Digitalisierung Besondere Aufgaben: „Regulierungsreform/Deregulierung“ | Digitale Verwaltungs- und Finanzreform Verwaltungsreformen Reform des öffentlichen Dienstes Cybersicherheit |                                    | Masaaki Taira               | Abg., Tokio 4       | LDP     |
| Wiederaufbau | „umfassende Erholung vom Atomkraftunfall von Fukushima“ |                                    | Tadahiko Itō                | Abg., Vw. Tōkai     | LDP     |
| Vorsitzender der Nationalen Kommission für öffentliche Sicherheit Besondere Aufgaben: Katastrophenschutz Besondere Aufgaben: Maritime Angelegenheiten                                         | |                                    | Manabu Sakai                | Abg., Kanagawa 5    | LDP     |
| Besondere Aufgaben: Kinderpolitik, Maßnahmen gegen sinkende Geburtenraten, Jugendförderung, Geschlechtergleichstellung, „Zusammenleben & Zusammenarbeit“ (kyōsei, kyōjo)                      | Frauenförderung, gesellschaftlicher Zusammenhalt |                                    | Junko Mihara                | Sen., Kanagawa      | LDP     |
| Besondere Aufgaben: Wirtschafts- und Finanzpolitik | Wirtschaftliche Wiederbelebung „neuer Kapitalismus“ Lohnsteigerung Startups ein „Sozialsystem für alle Generationen“ Krisenmanagement bei Infektionskrankheiten Vorbereitung der Einrichtung der Katastrophenschutzbehörde |                                    | Ryōsei Akazawa              | Abg., Tottori 2     | LDP     |
| Besondere Aufgaben: „Cool Japan“-Strategie, wirtschaftliche Sicherheit, Strategie des geistigen Eigentums, Wissenschafts- und Technologiepolitik, Weltraumpolitik, wirtschaftliche Sicherheit | wirtschaftliche Sicherheit |                                    | Minoru Kiuchi               | Abg., Shizuoka 7    | LDP     |
| Besondere Aufgaben: Okinawa und die Angelegenheiten der nördlichen Territorien, Verbraucher & Lebensmittelsicherheit, regionale Revitalisierung, Ainu-bezogene Politik                        | „Förderung neuer lokaler Wirtschaft und Lebensumgebung“ Weltausstellung 2025 |                                    | Yoshitaka Itō               | Abg., Vw. Hokkaidō  | LDP     |

## Staatssekretäre etc.
| Position | Bild | Name                | Parlamentsmandat (Kammer, Wahlkreis) | Partei               |
| --- | ---- | ------------------- | ------------------------------------ | -------------------- |
| Stellvertretende Leiter des Kabinettssekretariats                                                                       |      | Keiichirō Tachibana | Abg., Toyama 3                       | LDP                  |
| Stellvertretende Leiter des Kabinettssekretariats                                                                       |      | Kazuhiko Aoki       | Sen., Tottori-Shimane                | LDP                  |
| Stellvertretende Leiter des Kabinettssekretariats                                                                       |      | Fumitoshi Satō      | –                                    | –                    |
| Leiter des Legislativbüros                                                                                              |      | Nubuyuki Iwao       | –                                    | –                    |
| Berater des Premierministers (naikaku-sōridaijin hosakan) (nationale Sicherheit, nukleare Abrüstung & Nichtverbreitung) |      | Akihisa Nagashima   | Abg., Vw. Tokio                      | LDP                  |
| Berater des Premierministers (Resilienz, Gemeinschaftskaptial im Wiederaufbau, Innovation in Wiss. & Tech.)             |      | Masafumi Mori       | –                                    | –                    |
| Beraterin des Premierministers (Löhne, Beschäftigung)                                                                   |      | Wakako Yata         | – (Ex-DVP-Senatorin)                 | – (Ex-DVP-Senatorin) |

| Behörde/n                                  | Bild          | Name                | Parlamentsmandat (Kammer, Wahlkreis) | Partei  |
| ------------------------------------------ | ------------- | ------------------- | ------------------------------------ | ------- |
| Kabinettsamt, Digitalisierung              |               | Yasushi Hosaka      | Abg., Saitama 4                      | LDP     |
| Wiederaufbau                               |               | Keiichi Koshimizu   | Abg., Vw. Nord-Kantō                 | Kōmeitō |
| Wiederaufbau                               |               | Norikazu Suzuki     | Abg., Yamagata 2                     | LDP     |
| Kabinettsamt, Wiederaufbau, Land & Verkehr |               | Katsunori Takahashi | Sen., Tochigi                        | LDP     |
| Kabinettsamt                               |               | Takakazu Seto       | Abg., Vw. Shikoku                    | LDP     |
| Kabinettsamt                               |               | Kiyoto Tsuji        | Abg., Tokio 2                        | LDP     |
| Kabinettsamt                               |               | Jirō Hatoyama       | Abg., Fukuoka 6                      | LDP     |
| Kabinettsamt, Wirtschaft & Industrie       |               |                     |                                      |         |
|                                            | Masaki Ōgushi | Abg., Vw. Kinki     | LDP                                  |         |
|                                            | Yūichirō Koga | Sen., Nagasaki      | LDP                                  |         |
| Kabinettsamt, Umwelt                       |               | Hiroshi Nakada      | Sen., Vw.                            | LDP     |
| Kabinettsamt, Verteidigung                 |               | Tarō Honda          | Abg., Kyōto 5                        | LDP     |
| Allgemeine Angelegenheiten                 |               | Hiroyuki Togashi    | Abg., Akita 1                        | LDP     |
| Allgemeine Angelegenheiten                 |               | Masashi Adachi      | Sen., Vw.                            | LDP     |
| Justiz                                     |               | Masahiro Kōmura     | Abg., Yamaguchi 1                    | LDP     |
| Auswärtige Angelegenheiten                 |               | Hiasayuki Fujii     | Abg., Hyōgo 4                        | LDP     |
| Auswärtige Angelegenheiten                 |               | Takuma Miyaji       | Abg., Vw. Kyūshū                     | LDP     |
| Finanzen                                   |               | Shin’ichi Yokoyama  | Sen., Vw.                            | Kōmeitō |
| Finanzen                                   |               | Hiroaki Saitō       | Abg., Vw. Hokuriku-Shin’etsu         | LDP     |
| Kultus & Wissenschaft                      |               | Arata Takebe        | Abg., Hokkaidō 12                    | LDP     |
| Kultus & Wissenschaft                      |               | Atsushi Nonaka      | Abg., Vw. Nord-Kantō                 | LDP     |
| Soziales & Arbeit                          |               | Hirobumi Niki       | Abg., Tokushima 1                    | LDP     |
| Soziales & Arbeit                          |               | Yōko Wanibuchi      | Abg., Vw. Kinki                      | Kōmeitō |
| Land-, Forst- & Fischereiwirtschaft        |               | Hiroyoshi Sasagawa  | Abg., Gunma 3                        | LDP     |
| Land-, Forst- & Fischereiwirtschaft        |               | Hirofumi Takinami   | Sen., Fukui                          | LDP     |
| Land & Verkehr                             |               | Yasushi Furukawa    | Abg., Vw. Kyūshū                     | LDP     |
| Umwelt                                     |               | Fumiaki Kobayashi   | Abg., Hiroshima 6                    | LDP     |

| Behörde/n                                          | Bild | Name               | Parlamentsmandat (Kammer, Wahlkreis) | Partei  |
| -------------------------------------------------- | ---- | ------------------ | ------------------------------------ | ------- |
| Digitalisierung, Kabinettsamt                      |      | Nobuchiyo Kishi    | Abg., Yamaguchi 2                    | LDP     |
| Kabinettsamt                                       |      | Daisuke Nishino    | Abg., Kumamoto 2                     | LDP     |
| Kabinettsamt                                       |      | Rio Tomonō         | Sen., Vw.                            | LDP     |
| Kabinettsamt, Wiederaufbau                         |      | Eriko Imai         | Sen., Vw.                            | LDP     |
| Allgemeine Angelegenheiten                         |      | Hideto Kawasaki    | Abg., Vw. Tōkai                      | LDP     |
| Allgemeine Angelegenheiten                         |      | Naoki Furukawa     | Abg., Vw. Süd-Kantō                  | LDP     |
| Allgemeine Angelegenheiten                         |      | Hideharu Hasegawa  | Sen., Vw.                            | LDP     |
| Justiz                                             |      | Jun’ichi Kanda     | Abg., Aomori 2                       | LDP     |
| Auswärtige Angelegenheiten                         |      | Arfiya Eri         | Abg., Vw. Süd-Kantō                  | LDP     |
| Auswärtige Angelegenheiten                         |      | Hisashi Matsumoto  | Abg., Chiba 13                       | LDP     |
| Auswärtige Angelegenheiten                         |      | Akiko Ikuina       | Sen., Tokio                          | LDP     |
| Finanzen                                           |      | Kuniyoshi Azuma    | Abg., Hokkaidō 6                     | LDP     |
| Finanzen                                           |      | Shin Tsuchida      | Abg., Tokio 13                       | LDP     |
| Kultus & Wissenschaft                              |      | Yasukuni Kinjō     | Abg., Vw. Kyūshū                     | Kōmeitō |
| Kultus & Wissenschaft, Wiederaufbau                |      | Ken Akamatsu       | Sen., Vw.                            | LDP     |
| Soziales & Arbeit                                  |      | Takao Andō         | Abg., Vw. Tokio                      | LDP     |
| Soziales & Arbeit                                  |      | Shinji Yoshida     | Abg., Vw. Chūgoku                    | LDP     |
| Land-, Forst- & Fischereiwirtschaft                |      | Ken’ichi Shōji     | Abg., Vw. Tōhoku                     | Kōmeitō |
| Land-, Forst- & Fischereiwirtschaft                |      | Sachiko Yamamoto   | Sen., Mie                            | LDP     |
| Wirtschaft & Industrie, Kabinettsamt               |      | Akiyoshi Katō      | Sen., Ibaraki                        | LDP     |
| Wirtschaft & Industrie, Kabinettsamt, Wiederaufbau |      | Shinji Takeuchi    | Sen., Vw.                            | Kōmeitō |
| Land & Verkehr                                     |      | Yasuhiro Takami    | Abg., Shimane 2                      | LDP     |
| Land & Verkehr                                     |      | Akira Yoshii       | Sen., Kyōto                          | LDP     |
| Land & Verkehr, Kabinettsamt, Wiederaufbau         |      | Isato Kunisada     | Abg., Vw. Hokuriku-Shin’etsu         | LDP     |
| Umwelt                                             |      | Kiyoshi Igarashi   | Abg., Vw. Nord-Kantō                 | LDP     |
| Umwelt, Kabinettsamt                               |      | Yasushi Katsume    | Abg., Kyōto 1                        | LDP     |
| Verteidigung                                       |      | Yōzō Kaneko        | Abg., Nagasaki 3                     | LDP     |
| Verteidigung, Kabinettsamt                         |      | Kazuhiro Kobayashi | Sen., Niigata                        | LDP     |